# Вернар
Вернар (словац. Vernár) — село в Словаччині, Попрадському окрузі Пряшівського краю. Розташоване в північно-східній частині Словаччини на східних схилах Низьких Татер в долині Вернарського потока.
Вперше згадується у 1295 році.
В селі є греко-католицька церква з 1824 року, та православна церква з 1995 року.

## Географія
Протікають Вернарський потік і Велика Біла Вода.

## Населення
| Рік:            | 1994. | 2004.   | 2014.   | 2024.   |
| --------------- | ----- | ------- | ------- | ------- |
| Кількість осіб: | 711   | 642     | 585     | 547     |
| Різниця:        |       | -9,70 % | -8,87 % | -6,49 % |

| Рік:            | 2023. | 2024.   |
| --------------- | ----- | ------- |
| Кількість осіб: | 556   | 547     |
| Різниця:        |       | -1,61 % |

В селі проживає 609 осіб.
Національний склад населення (за даними останнього перепису населення — 2001 року):
- словаки — 98,24 %,
- цигани — 0,88 %,
- чехи — 0,44 %,

Склад населення за приналежністю до релігії станом на 2001 рік:
- православні — 57,42 %,
- греко-католики — 24,67 %,
- римо-католики — 9,40 %,
- протестанти — 0,44 %,
- не вважають себе віруючими або не належать до жодної вищезгаданої церкви- 7,34 %